# Carpha filifolia
Carpha filifolia là một loài thực vật có hoa trong họ Cói. Loài này được C.Reid & T.H.Arnold mô tả khoa học đầu tiên năm 1984.